# فرودگاه آگوست جرج
فرودگاه آگوست جرج (به انگلیسی: Auguste George Airport) یک فرودگاه همگانی با کد یاتا NGD است . این فرودگاه در کشور جزایر ویرجین بریتانیا قرار دارد.